# Kasteel Rozenhouthof

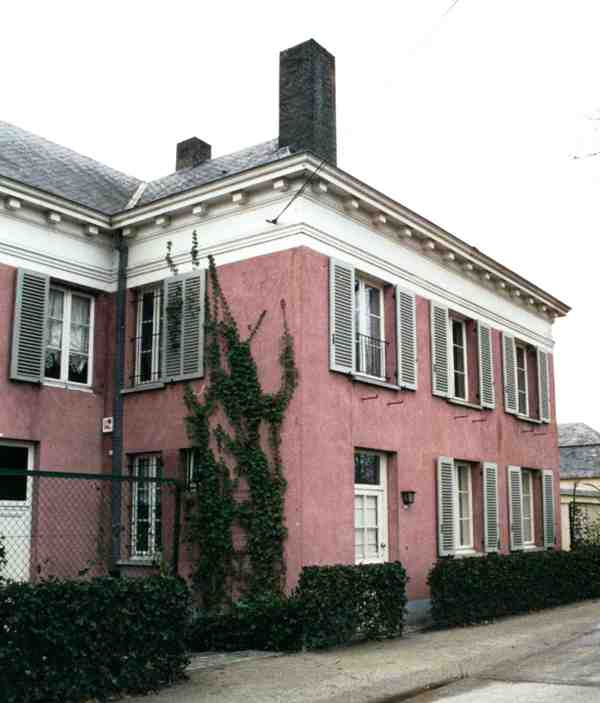
Kasteel Rozenhouthof

Het kasteel Rozenhouthof is een kasteel in de tot de Antwerpse gemeente Sint-Katelijne-Waver behorende plaats Elzestraat, gelegen aan de Kuikenstraat 21-23.
Het betreft een 19e eeuws kasteeltje in neoclassicistische stijl met lijstgevels, waaraan enkele verbouwingen hebben plaatsgevonden. Verder vindt men op het domein een dienstgebouw. De westelijke dienstgebouwen werden gesloopt en in 1995 vervangen door twee paviljoentjes.